# Coppa Intertoto UEFA 2006
La Coppa Intertoto UEFA 2006 è stata la 12ª edizione della Coppa Intertoto. Si è svolta in tre turni e le 11 squadre che hanno superato il terzo turno sono state ammesse al secondo turno di qualificazione della Coppa UEFA 2006/07.

## Primo turno
Andata 17 e 18 giugno, ritorno 24 e 25 giugno.
| Squadra 1         | Totale | Squadra 2        | Andata | Ritorno |
| ----------------- | ------ | ---------------- | ------ | ------- |
| Ethnikos Achnas   | 5-4    | Partizani Tirana | 4-2    | 1-2     |
| Araz              | 1-2    | Tiraspol         | 1-0    | 0-2     |
| Keflavík          | 4-1    | Dungannon Swifts | 4-1    | 0-0     |
| Tampere Utd       | 8-1    | Carmarthen Town  | 5-0    | 3-1     |
| Narva Trans       | 1-8    | Kalmar           | 1-6    | 0-2     |
| Shakter Karagandy | 4-6    | MTZ-RIPA Minsk   | 1-5    | 3-1     |
| Zrinjski Mostar   | 4-1    | Marsaxlokk       | 3-0    | 1-1     |
| Kilikia           | 1-8    | Dinamo Tbilisi   | 1-5    | 0-3     |
| Sant Julià        | 0-8    | Maribor          | 0-3    | 0-5     |
| Dinaburg          | 2-1    | HB Tórshavn      | 1-1    | 1-0     |
| Vėtra             | 0-5    | Shelbourne       | 0-1    | 0-4     |
| Nitra             | 12-2   | Grevenmacher     | 6-2    | 6-0     |
| Pobeda            | 2-4    | Farul Costanza   | 2-2    | 0-2     |

## Secondo turno
Andata 1 e 2 luglio, ritorno 8 e 9 luglio.
| Squadra 1           | Totale    | Squadra 2         | Andata | Ritorno |
| ------------------- | --------- | ----------------- | ------ | ------- |
| Sopron              | 3-4       | Kayserispor       | 3-3    | 0-1     |
| Farul Costanza      | 3-2       | Lokomotiv Plovdiv | 2-1    | 1-1     |
| Zeta                | 0-5       | Maribor           | 0-3    | 0-2     |
| Maccabi Petah Tiqwa | 4-2       | Zrinjski Mostar   | 1-1    | 3-1     |
| Osijek              | 2-2 (gfc) | Ethnikos Achnas   | 2-2    | 0-0     |
| Grasshoppers        | 4-0       | Teplice           | 2-0    | 2-0     |
| Nitra               | 2-3       | Dnipro            | 2-1    | 0-2     |
| Ried                | 4-1       | Dinamo Tbilisi    | 3-1    | 1-0     |
| Tiraspol            | 4-1       | Lech Poznań       | 1-0    | 3-1     |
| FK Mosca            | 3-0       | MTZ-RIPA Minsk    | 2-0    | 1-0     |
| Hibernian           | 8-0       | Dinaburg          | 5-0    | 3-0     |
| Odense              | 3-1       | Shelbourne        | 3-0    | 0-1     |
| Lillestrøm          | 6-3       | Keflavík          | 4-1    | 2-2     |
| Tampere Utd         | 3-5       | Kalmar            | 1-2    | 2-3     |

## Terzo turno
Andata 15 e 16 luglio, ritorno 22 luglio.
| Squadra 1           | Totale    | Squadra 2       | Andata | Ritorno |
| ------------------- | --------- | --------------- | ------ | ------- |
| Auxerre             | 4-2       | Farul Costanza  | 4-1    | 0-1     |
| Larissa             | 0-2       | Kayserispor     | 0-0    | 0-2     |
| Villarreal          | 2-3       | Maribor         | 1-2    | 1-1     |
| Maccabi Petah Tiqwa | 3-4       | Ethnikos Achnas | 0-2    | 3-2     |
| Grasshoppers        | 3-2       | Gent            | 2-1    | 1-1     |
| Olympique Marsiglia | 2-2 (gfc) | Dnipro          | 0-0    | 2-2     |
| Hertha Berlino      | 2-0       | FK Mosca        | 0-0    | 2-0     |
| Ried                | 4-2       | Tiraspol        | 3-1    | 1-1     |
| Newcastle Utd       | 4-1       | Lillestrøm      | 1-1    | 3-0     |
| Kalmar              | 2-3       | Twente          | 1-0    | 1-3     |
| Odense              | 2-2 (gfc) | Hibernian       | 1-0    | 1-2     |

## Vincitore
Secondo la nuova formula del torneo, introdotta quest'anno, la formazione proveniente dall'Intertoto che ha successivamente effettuato il cammino più lungo in Coppa UEFA è la squadra che si aggiudica il trofeo.
Questi i piazzamenti delle 11 squadre vincenti il terzo turno di Coppa Intertoto:
- Newcastle Utd: Ottavi di finale. Vince la Coppa Intertoto 2006.
- Auxerre: Fase a gironi.
- Grasshoppers: Fase a gironi.
- Odense: Fase a gironi.
- Ethnikos Achnas: Primo turno.
- Hertha Berlino: Primo turno.
- Kayserispor: Primo turno.
- Olympique Marsiglia: Primo turno.
- Maribor: 2º turno preliminare.
- Ried: 2º turno preliminare.
- Twente: 2º turno preliminare.